# Pygophora edgari
Pygophora edgari är en tvåvingeart som beskrevs av John Otterbein Snyder 1965. Pygophora edgari ingår i släktet Pygophora och familjen husflugor.
Artens utbredningsområde är Nordmarianerna. Inga underarter finns listade i Catalogue of Life.